# 消雷装置
消雷装置（しょうらいそうち）とは、雷を引き起こす静電気の流れを緩慢にすることで稲妻を伴う落雷割合を低くするための装置である。稲妻自体を遮断するものではない。

## 概要
電気を通さない数十センチ程度の特殊なガラス管を避雷針に設置し、雷の原因となる大気中の電子の移動を妨げ落雷を防ぐ。日本で特許取得されているが、2008年現在、研究段階であるとされる。